# Les Pavés de l'ours
 (août 2021).
Si vous disposez d'ouvrages ou d'articles de référence ou si vous connaissez des sites web de qualité traitant du thème abordé ici, merci de compléter l'article en donnant les références utiles à sa vérifiabilité et en les liant à la section « Notes et références ».
 (août 2021).
La mise en forme du texte ne suit pas les recommandations de Wikipédia : il faut le « wikifier ».
Les points d'amélioration suivants sont les cas les plus fréquents :
- Les titres sont pré-formatés par le logiciel. Ils ne sont ni en capitales, ni en gras.
- Le texte ne doit pas être écrit en capitales (les noms de famille non plus), ni en gras, ni en italique, ni en « petit »…
- Le gras n'est utilisé que pour surligner le titre de l'article dans l'introduction, une seule fois.
- L'italique est rarement utilisé : mots en langue étrangère, titres d'œuvres, noms de bateaux, etc.
- Les citations ne sont pas en italique mais en corps de texte normal. Elles sont entourées par des guillemets français : « et ».
- Les listes à puces sont à éviter, des paragraphes rédigés étant largement préférés. Les tableaux sont à réserver à la présentation de données structurées (résultats, etc.).
- Les appels de note de bas de page (petits chiffres en exposant, introduits par l'outil «  Source ») sont à placer entre la fin de phrase et le point final[comme ça].
- Les liens internes (vers d'autres articles de Wikipédia) sont à choisir avec parcimonie. Créez des liens vers des articles approfondissant le sujet. Les termes génériques sans rapport avec le sujet sont à éviter, ainsi que les répétitions de liens vers un même terme.
- Les liens externes sont à placer uniquement dans une section « Liens externes », à la fin de l'article. Ces liens sont à choisir avec parcimonie suivant les règles définies. Si un lien sert de source à l'article, son insertion dans le texte est à faire par les notes de bas de page.
- La présentation des références doit suivre les conventions bibliographiques. Il est recommandé d'utiliser les modèles {{Ouvrage}}, {{Chapitre}}, {{Article}}, {{Lien web}} et/ou {{Bibliographie}}. Le mode d'édition visuel peut mettre en forme automatiquement les références.
- Insérer une infobox (cadre d'informations à droite) n'est pas obligatoire pour parachever la mise en page.

Pour une aide détaillée, merci de consulter Aide:Wikification.
Si vous pensez que ces points ont été résolus, vous pouvez retirer ce bandeau et améliorer la mise en forme d'un autre article.
Les Pavés de l'ours est un vaudeville de Georges Feydeau créé au théâtre Montansier le 26 septembre 1896.

## Résumé
Lucien est en train d'écrire une lettre de rupture : il a décidé de se séparer de Dora, sa maîtresse, pour épouser la fille de sa marraine, madame de Prévallon. Par ailleurs, écœuré par la malhonnêteté des domestiques parisiens, il fait venir de la campagne une âme neuve, une âme simple, un « diamant brut mais pur ». Le nouveau valet de chambre se présente : il s'appelle Bretel et il est affligé d'un « fort accent belge ». Peu stylé, Bretel inspecte l'appartement en fumant et en crachant. Il accumule toutes les bêtises possibles. C'est ainsi qu'il se moque du bégaiement de madame de Prévallon et la met à la porte.
La rupture avec Dora est moins orageuse que Lucien ne le craignait : il a eu l'adresse de faire croire à la jeune femme qu'il était ruiné et que sa situation le contraignait à épouser un monstre de laideur.
Malheureusement Bretel, par bêtise, révèle la vérité à la maîtresse de Lucien. Il provoque finalement la rupture du projet de mariage conçu par son maître. Celui-ci restera seul avec Dora... et avec son fidèle domestique.

## Personnages
| Personnages                       | Acteurs ou Actrices |
| --------------------------------- | ------------------- |
| Bretel, valet de Lucien           | M. Saint-Germain    |
| Lucien Ferret                     | Larcher             |
| Dora, maitresse de Lucien         | Mmes Mignon         |
| Mme Prévallon, marraine de Lucien | France              |